# Logothetes
Výrazem logothetes se původně označovali nižší úředníci, převážně finanční kontroloři. V 7. století ovšem došlo ke změně úřadů, když úřad praefecta praetorio ztratil svůj význam a řada úřadů se tak osamostatnila. Představení těchto úřadů se pak nazývali logothetai a řadili se tak k předním úředníkům.
Patřili sem např.:
- logothetes tu dromu – organizace císařských ceremonií, ochrana císaře, sběr politických informací, dohled nad vztahy se zahraničím
- logothetes tu praitoriu – asistent eparcha města; dozor nad soudními a policejními záležitostmi
- logothetes tu geniku – výběr daní
- logothetes ton agelon – dozor nad stády dobytka patřící císaři
- logothetes tu stratiotiku – starost o vojenské finance.

Tyto úřady se pak nazývali logothesia či sekreta. Za Alexia I. Komnena došlo ke zřízení úřadu logothetes ton sekreton, který byl všem těmto úřadům nadřízen a koordinoval jejich činnost. Později pak byl tento titul změněn na megas logothetes.